# Mellanbergstjärnen, Hälsingland
Mellanbergstjärnen är en sjö i Ljusdals kommun i Hälsingland och ingår i Ljusnans huvudavrinningsområde.